# Frida Röhl
Frida Karolina Röhl, född 30 september 1971 i Klintehamn, är en svensk skådespelare och regissör och sedan 2014 konstnärlig ledare för Folkteatern i Göteborg.

## Biografi
Röhl är utbildad på Teaterhögskolan i Malmö och hon har blivit ett uppmärksammat namn också som regissör på ett flertal svenska scener. Hon undervisar också på bland annat Stockholms dramatiska högskola. 2004 blev hon konstnärlig ledare för Teater Tribunalen i Stockholm.
På TV har hon spelat grevinnan Tessin i dramat August. 2009 var hon med i Superhjältejul som var 2009 års julkalender i TV.

## Filmografi
- 2007 – August
- 2009 – Superhjältejul (TV-serie)
- 2012 – Odjuret
- 2012 – Call Girl
- 2016 – Gentlemen & Gangsters (TV-serie)
- 2018 – Springfloden (TV-serie)

## Teater

### Roller (ej komplett)
| År   | Roll      | Produktion                                   | Regi                    | Teater                   |
| ---- | --------- | -------------------------------------------- | ----------------------- | ------------------------ |
| 2006 |           | sex.våld.blod.äckel Alfian Sa'at             | Richard Turpin          | Teater Tribunalen        |
| 2008 | Rigoletto | Rigoletto/Djurisk åtrå Francesco Maria Piave | Mellika Melouani Melani | Uppsala stadsteater      |
| 2016 |           | Minnesstund Alejandro Leiva Wenger           | Frida Röhl              | Kulturhuset Stadsteatern |

### Regi (ej komplett)
| År   | Produktion                                             | Upphovsmän                                 | Teater                                     |
| ---- | ------------------------------------------------------ | ------------------------------------------ | ------------------------------------------ |
| 2015 | Variation                                              | Kristian Hallberg                          | Folkteatern                                |
| 2015 | Not Based on a True Story                              |                                            | Folkteatern                                |
| 2015 | Revisorn? Ревизор, Revizor                             | Nikolaj Gogol                              | Folkteatern                                |
| 2016 | Minnesstund                                            | Alejandro Leiva Wenger                     | Kulturhuset Stadsteatern                   |
| 2016 | Folkbokförarna                                         | Alejandro Leiva Wenger                     | Folkteatern                                |
| 2017 | Dumma jävla mås Stupid Fucking Bird                    | Aaron Posner Översättning Bengt Ohlsson    | Kulturhuset Stadsteatern                   |
| 2017 | Den goda människan i Sezuan Der gute Mensch von Sezuan | Bertolt Brecht Översättning Magnus Lindman | Folkteatern                                |
| 2018 | Bang                                                   | Magnus Lindman                             | Kulturhuset Stadsteatern                   |
| 2018 | Dogville                                               | Christian Lollike Efter Lars von Trier     | Folkteatern                                |
| 2019 | Madame Bovary                                          | Magnus Lindman Efter Gustave Flaubert      | Folkteatern                                |
| 2019 | Nuckan                                                 | Malin Lindroth                             | Kulturhuset Stadsteatern Årsta Folkets hus |
| 2020 | Pappas födelsedag                                      | Alejandro Leiva Wenger                     | Kulturhuset Stadsteatern                   |
| 2021 | Arvet                                                  | Alejandro Leiva Wenger                     | Folkteatern Gävleborg                      |
| 2023 | Revisorn Ревизо́р, Revizór                              | Nikolaj Gogol Bearbetning Magnus Lindman   | Kulturhuset Stadsteatern                   |
| 2023 | Pappas födelsedag                                      | Alejandro Leiva Wenger                     | Dramaten                                   |